# 大分自動車学校
大分自動車学校（おおいたじどうしゃがっこう）は、有限会社自動車事故防止協会が運営する、大分県大分市にある大分県公安委員会指定自動車教習所である。

## 取得できる免許
- 普通自動車第一種免許
- 普通自動車第二種免許
- 大型自動車第一種免許
- 大型自動車第二種免許
- 中型自動車第一種免許
- 中型自動車第二種免許
- 大型特殊自動車
- けん引
- 大型自動二輪車
- 普通自動二輪車

## 沿革
- 1952年 - 大分市大字勢家字芦崎に大分自動車専修学校設立
- 1961年 - 現在地移転
- 1977年 - 現校名に改称。

## 所在地
- 大分県大分市大字津守564-4（広瀬橋たもと）

下郡バイパス沿